# Khépresh

Khépresh

Le khépresh est l'un des attributs des pharaons de l'Égypte antique.
Il s'agit d'une couronne de victoire de couleur bleue (parfois noire) en forme de bulbe souvent constellée de pois jaunes (ou blancs). Elle apparaît à la fin de la Deuxième Période intermédiaire et a longtemps été assimilée à un casque de guerre (le bleu serait alors la couleur du fer). En fait, il s'agit plus vraisemblablement d'une couronne d'apparat symbolisant le triomphe. Peut-être les pharaons la portaient-ils lors du retour victorieux d'une campagne militaire ou peut-être n'avait-elle qu'une valeur symbolique (celle de la renaissance du pharaon lors de son couronnement). On pense que le khépresh était peut-être en cuir ou en tissu et décoré de disques d'or (les pois jaunes), ou en métal.

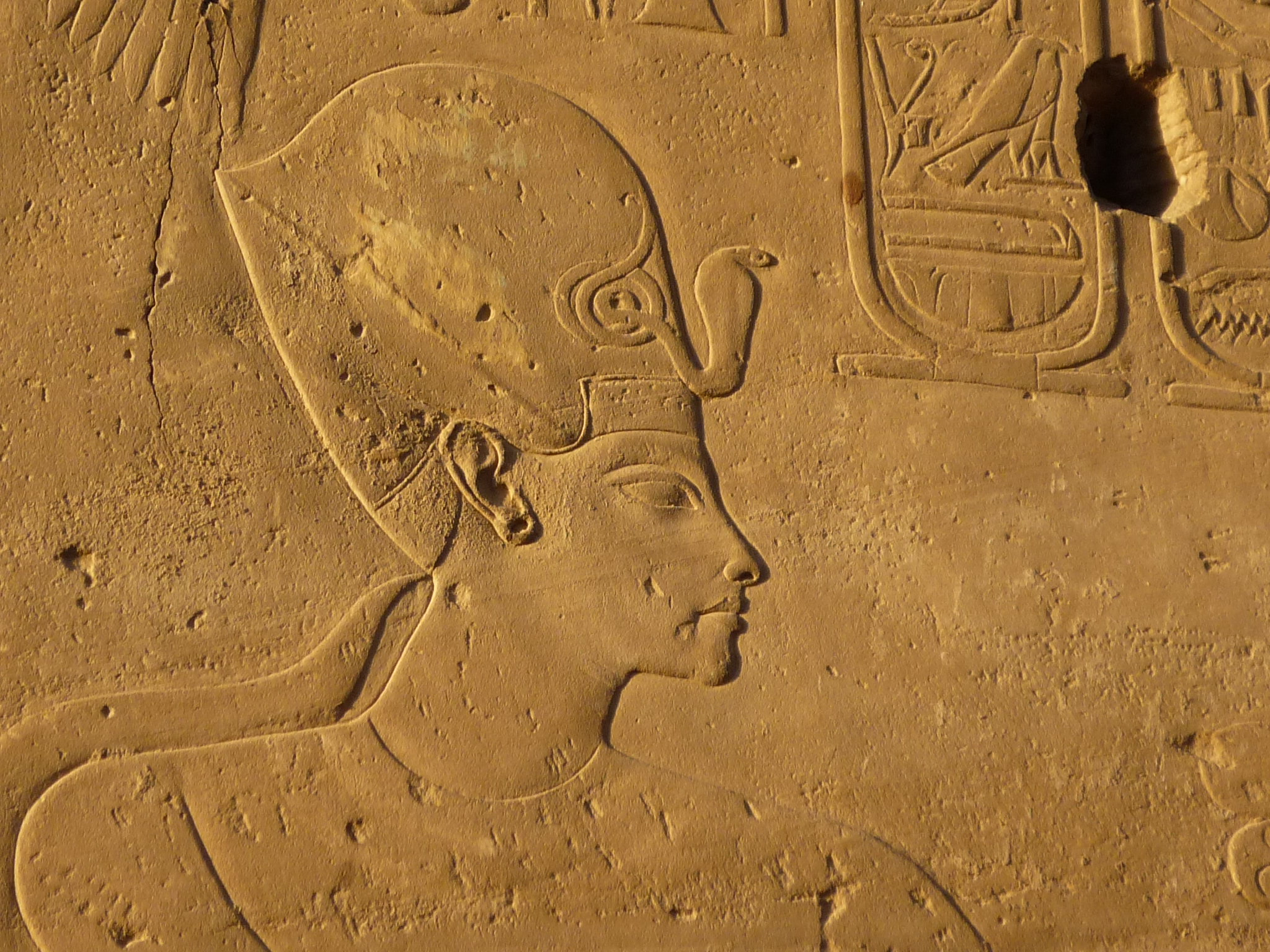
Bas-relief d'Horemheb portant le Khépresh à Karnak.

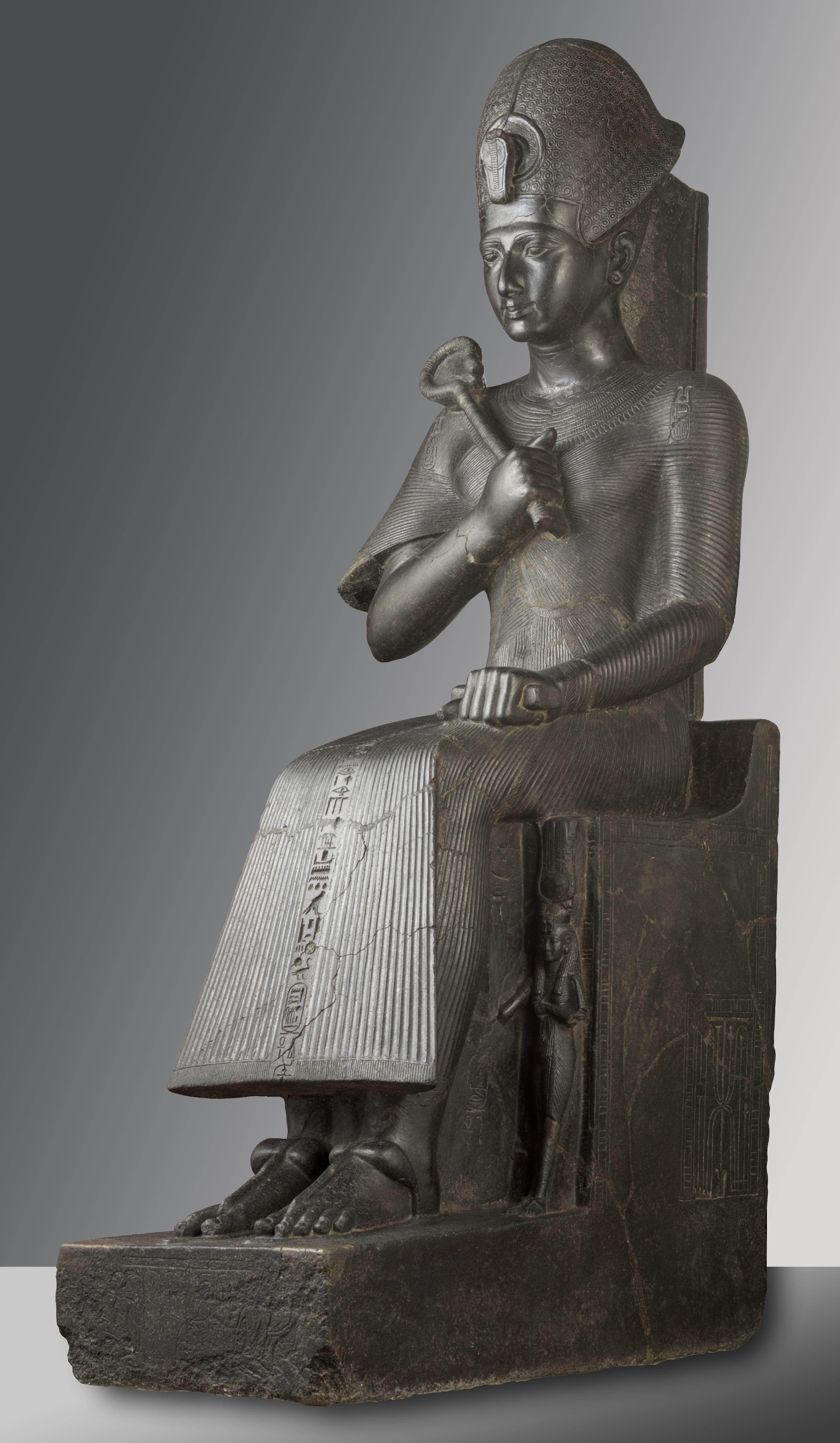
Ramsès II portant le Képresh au Musée égyptologique de Turin.

| S7 |

| S7 |

## Couronnes de l'Égypte antique
- Couronne Atef,
- Couronne blanche Hedjet,
- Couronne bleue Khépresh,
- Couronne Hemhem,
- Couronne Hénou,
- Couronne rouge Decheret,
- Couronne Ourerèt,
- Couronne Tjèni,
- Bandeau Seshed,
- Coiffe Némès,
- Double couronne Pschent.